# Slittino ai XXIII Giochi olimpici invernali - Singolo maschile
Nello slittino ai XXIII Giochi olimpici invernali la gara del singolo maschile si è disputata nelle giornate del 10 ed 11 febbraio nella località di Daegwallyeong sulla pista dell'Alpensia Sliding Centre.
Campione olimpico uscente era il tedesco Felix Loch, che aveva conquistato l'oro nella precedente edizione di Soči 2014 sopravanzando nell'ordine il russo Al'bert Demčenko e l'italiano Armin Zöggeler. Detentore del titolo iridato di Igls 2017 è l'austriaco Wolfgang Kindl.

## Resoconto
In base a quanto previsto dal regolamento di qualificazione ai Giochi, possono partecipare al massimo tre atleti per ogni nazione e, tenendo conto di questo sistema di selezione, i primi trentasette posti sono stati assegnati ai vari comitati olimpici nazionali scorrendo la classifica della Coppa del mondo 2017/18 al 31 dicembre 2017, quando cioè erano state disputate le prime cinque tappe del circuito; oltre a ciò la Federazione Internazionale Slittino ha la possibilità di assegnare altri otto posti da suddividere nelle tre discipline del singolo uomini, singolo donne e del doppio, primariamente al fine di rendere possibile la partecipazione del maggior numero di nazioni alla gara a squadre, ma garantendo comunque una quota in ogni specialità al comitato sudcoreano, quale paese ospitante i Giochi. Successivamente la FIL ha destinato tre degli otto posti di cui sopra a Corea del Sud, Slovenia e Georgia, per un totale di 40 partecipanti in rappresentanza di 20 nazioni.
Una volta assegnate le quote ai comitati olimpici nazionali sono poi questi ultimi a scegliere gli atleti da schierare al via della competizione, a patto che questi soddisfino determinati requisiti di partecipazione a gare internazionali disputatesi nella stagione pre-olimpica e sino al 31 dicembre 2017. Tra queste decisioni è da segnalare quella del comitato sloveno che, nonostante avesse ottenuto due posti, ha deciso di portare in gara un solo atleta. Di questa scelta ne ha beneficiato il Kazakistan, che ha ottenuto il posto resosi vacante.
Rispetto alle olimpiadi di Soči 2014, le nazioni rappresentate sono due in meno, gli atleti invece uno in più. Non è presente la nazionale Russa, ma sono comunque presenti gli atleti russi, sotto la bandiera del CIO come Atleti Olimpici dalla Russia. Mancano anche le delegazioni di Giappone, Moldavia, Norvegia, Svizzera e Tonga. Sono invece presenti, rispetto alla scorsa edizione, Gran Bretagna, Kazakistan, Slovenia e Georgia (oltre i già citati atleti olimpici russi), mentre le delegazioni di Romania, Polonia e Slovacchia hanno qualificato un atleta in più rispetto al 2014.

## Record del tracciato
Prima della manifestazione i record del tracciato dell'Alpensia Sliding Centre erano i seguenti:
| Partenza | 2"550  | Tucker West Stati Uniti    | 19 febbraio 2017 |
| Pista    | 48"607 | Dominik Fischnaller Italia | 19 febbraio 2017 |

Durante la competizione sono stati battuti i seguenti record:
| Record   | Data        | Evento   | Atleta              | Nazione     | Tempo  |
| -------- | ----------- | -------- | ------------------- | ----------- | ------ |
| Partenza | 10 febbraio | manche 1 | Tucker West         | Stati Uniti | 2"545  |
| Pista    | 10 febbraio | manche 1 | David Gleirscher    | Austria     | 47"652 |
| Pista    | 10 febbraio | manche 2 | Felix Loch          | Germania    | 47"625 |
| Pista    | 11 febbraio | manche 3 | Chris Mazdzer       | Stati Uniti | 47"534 |
| Pista    | 11 febbraio | manche 4 | Dominik Fischnaller | Italia      | 47"475 |

## Classifica di gara
| Pos. | Atleti               | Nazione                      | 1ª manche | 2ª manche | 3ª manche | 4ª manche   | Totale   | Distacco |
| ---- | -------------------- | ---------------------------- | --------- | --------- | --------- | ----------- | -------- | -------- |
|      | David Gleirscher     | Austria                      | 47"652    | 47"835    | 47"584    | 47"631      | 3'10"702 |          |
|      | Chris Mazdzer        | Stati Uniti                  | 47"800    | 47"717    | 47"534    | 47"677      | 3'10"728 | +0"026   |
|      | Johannes Ludwig      | Germania                     | 47"764    | 47"940    | 47"625    | 47"603      | 3'10"932 | +0"230   |
| 4    | Dominik Fischnaller  | Italia                       | 47"930    | 47"967    | 47"562    | 47"475 (TR) | 3'10"934 | +0"232   |
| 5    | Felix Loch           | Germania                     | 47"674    | 47"625    | 47"560    | 48"109      | 3'10"968 | +0"266   |
| 6    | Sam Edney            | Canada                       | 47"862    | 47"755    | 47"759    | 47"645      | 3'11"021 | +0"319   |
| 7    | Kevin Fischnaller    | Italia                       | 47"853    | 47"793    | 47"596    | 47"812      | 3'11"054 | +0"352   |
| 8    | Roman Repilov        | Atleti Olimpici dalla Russia | 47"776    | 47"740    | 47"948    | 47"644      | 3'11"108 | +0"406   |
| 9    | Wolfgang Kindl       | Austria                      | 47"955    | 47"858    | 47"799    | 47"521      | 3'11"133 | +0"431   |
| 10   | Andi Langenhan       | Germania                     | 48"083    | 47"850    | 47"630    | 47"870      | 3'11"433 | +0"731   |
| 11   | Kristers Aparjods    | Lettonia                     | 47"822    | 47"834    | 47"858    | 47"942      | 3'11"456 | +0"754   |
| 12   | Reid Watts           | Canada                       | 47"960    | 47"895    | 47"787    | 47"848      | 3'11"490 | +0"788   |
| 13   | Stepan Fëdorov       | Atleti Olimpici dalla Russia | 48"035    | 47"936    | 47"755    | 47"882      | 3'11"608 | +0"906   |
| 14   | Semën Pavličenko     | Atleti Olimpici dalla Russia | 48"337    | 47"923    | 47"716    | 47"883      | 3'11"859 | +1"157   |
| 15   | Reinhard Egger       | Austria                      | 48"221    | 47"903    | 47"963    | 47"840      | 3'11"927 | +1"225   |
| 16   | Mitchel Malyk        | Canada                       | 48"075    | 48"050    | 47"952    | 47"869      | 3'11"946 | +1"244   |
| 17   | Emanuel Rieder       | Italia                       | 48"040    | 48"047    | 47"972    | 48"082      | 3'12"141 | +1"439   |
| 18   | Taylor Morris        | Stati Uniti                  | 48"072    | 48"793    | 47"858    | 47"824      | 3'12"547 | +1"845   |
| 19   | Maciej Kurowski      | Polonia                      | 48"103    | 48"467    | 48"158    | 47"885      | 3'12"613 | +1"911   |
| 20   | Inārs Kivlenieks     | Lettonia                     | 48"274    | 48"370    | 48"066    | 48"112      | 3'12"822 | +2"120   |
| 21   | Ondřej Hyman         | Rep. Ceca                    | 48"324    | 48"276    | 48"313    | NQ          | 2'24"913 | -        |
| 22   | Adam Rosen           | Gran Bretagna                | 48"477    | 48"410    | 48"280    | NQ          | 2'25"167 | -        |
| 23   | Anton Dukač          | Ucraina                      | 48"888    | 48"307    | 48"303    | NQ          | 2'25"498 | -        |
| 24   | Artūrs Dārznieks     | Lettonia                     | 48"305    | 48"671    | 48"602    | NQ          | 2'25"578 | -        |
| 25   | Jozef Ninis          | Slovacchia                   | 47"833    | 50"014    | 48"095    | NQ          | 2'25"942 | -        |
| 26   | Tucker West          | Stati Uniti                  | 48"484    | 47"942    | 49"593    | NQ          | 2'26"019 | -        |
| 27   | Mateusz Sochowicz    | Polonia                      | 49"047    | 48"203    | 48"930    | NQ          | 2'26"180 | -        |
| 28   | Alex Ferlazzo        | Australia                    | 48"073    | 48"587    | 49"531    | NQ          | 2'26"191 | -        |
| 29   | Valentin Crețu       | Romania                      | 49"030    | 49"085    | 48"424    | NQ          | 2'26"539 | -        |
| 30   | Lim Nam-kyu          | Corea del Sud                | 49"461    | 48"591    | 48"620    | NQ          | 2'26"672 | -        |
| 31   | Theodor Andrei Turea | Romania                      | 49"482    | 48"489    | 49"314    | NQ          | 2'27"285 | -        |
| 32   | Giorgi Sogoiani      | Georgia                      | 49"300    | 49"151    | 49"008    | NQ          | 2'27"459 | -        |
| 33   | Rupert Staudinger    | Gran Bretagna                | 49"626    | 49"259    | 48"957    | NQ          | 2'27"842 | -        |
| 34   | Shiva Keshavan       | India                        | 50"578    | 48"710    | 48"900    | NQ          | 2'28"188 | -        |
| 35   | Jakub Šimoňák        | Slovacchia                   | 51"724    | 48"690    | 48"522    | NQ          | 2'28"936 | -        |
| 36   | Nikita Kopyrenko     | Kazakistan                   | 50"147    | 50"327    | 48"244    | NQ          | 2'29"718 | -        |
| 37   | Pavel Angelov        | Bulgaria                     | 51"569    | 49"449    | 50"094    | NQ          | 2'31"112 | -        |
| 38   | Lien Te-an           | Taipei cinese                | 52"121    | 51"472    | 50"405    | NQ          | 2'34"138 | -        |
| 39   | Tilen Sirše          | Slovenia                     | 49"887    | 58"776    | 49"646    | NQ          | 2'38"309 | -        |
| 40   | Andrij Mandzij       | Ucraina                      | 1'02"935  | 48"473    | 47"981    | NQ          | 2'39"389 | -        |

Data: Sabato 10 febbraio 2018

Ora locale 1ª manche: 19:10

Ora locale 2ª manche: 22:45

Data: Domenica 11 febbraio 2018

Ora locale 3ª manche: 18:50

Ora locale 4ª manche: 22:45

Pista: Alpensia Sliding Centre 

Legenda:
- NQ = non qualificato per la quarta manche
- DNS = non partito (did not start)
- DNF = prova non completata (did not finish)
- DSQ = squalificato (disqualified)
- Pos. = posizione
- in grassetto: miglior tempo di manche